# Ludificación del aprendizaje
La ludificación del aprendizaje es un acercamiento educacional para motivar a los estudiantes a aprender mediante el uso de diseños de videojuego y elementos de juego en el entorno de aprendizaje. El objetivo es maximizar el placer y el compromiso a través de la captura del interés de los estudiantes e inspirándoles a continuar con el aprendizaje. La ludificación, definida en sentido amplio, es el proceso de definir los elementos comprendidos en los juegos que los hace divertidos y motivan a los jugadores a seguir jugando, y usar esos mismos elementos en un contexto ajeno al juego para influenciar el comportamiento. En contextos educacionales, ejemplos de los comportamientos deseados por parte de los estudiantes en los que la gamificación puede potencialmente influenciar incluyen la asistencia a clase, enfocarse en tareas de aprendizaje complejas y la toma de iniciativas.

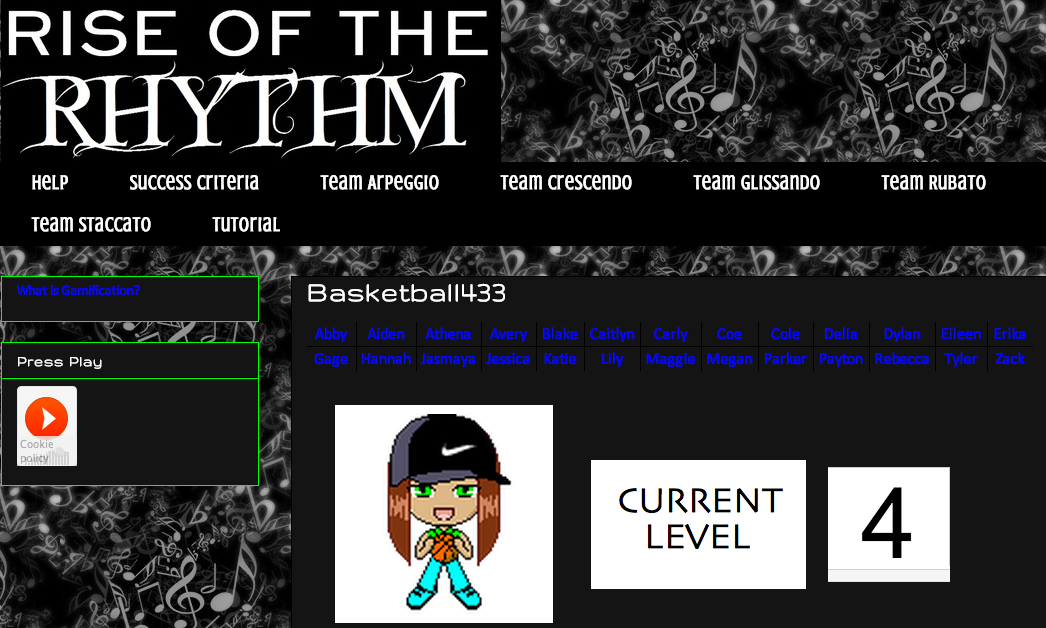
La plataforma de música ludificada, Rise of the Rythm.

Distinguible del aprendizaje basado en juegos, la ludificación del aprendizaje no involucra a los estudiantes en diseñar y crear sus propios juegos o en jugar videojuegos comerciales. Dentro de las iniciativas de aprendizaje basado en juegos, los estudiantes podrían usar Gamestar Mechanic o Gamemaker para crear su propio videojuego, o jugar Minecraft, por ejemplo, donde exploran y crea mundos 3D. En estos ejemplos, junto con juegos tales como Surge y Angry Birds, la agenda de aprendizaje está incluida dentro del propio juego.
Distinguible también del entretenimiento educativo, la ludificación del aprendizaje se enfoca más en la adaptación de herramientas lúdicas para potenciar el aprendizaje, mientras que aquel se enfoca más en procesos y herramientas de enseñanza, y busca enriquecerlas con
Algunos autores[¿quién?] contrastan la ludificación del aprendizaje con el aprendizaje basado en el juego, alegando que la gamificación ocurre solo cuando el aprendizaje se da en un contexto ajeno al juego, como un aula de colegio, y cuando una serie de elementos de juego se organizan en un sistema o "capa de juego" que opera en coordinación con el aprendizaje en esa aula. Otros incluyen juegos que se crean para inducir el aprendizaje.
Gabe Zichermann comenta que "en términos tácticos, la gamficiación puede ser entendida como el uso de elementos de los sistemas de juegos con objetivos mercantiles (...) de esta forma la ludificación está siendo usada para crear experiencias que usan el poder de los videojuegos (...) en campos como los de la salud, finanzas, gobernación, educación, etc". (2011)
El objetivo de la ludificación no es simplemente hacer uso del instinto intrínseco del ser humano por el gusto al juego para motivarlo a jugar por jugar. Por el contrario, a través de un diseño innovador y atractivo para el sujeto, se busca comprometerlo con la actividad para mejorar sus capacidades, habilidades, conocimientos o se persigue un fin comercial.

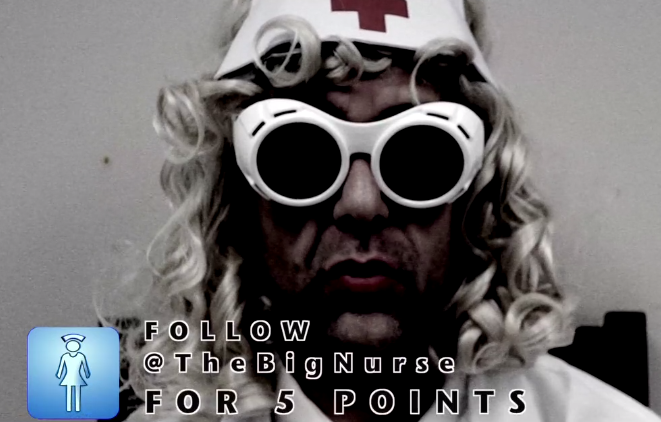
Una unidad ludificada en una clase de inglés en una escuela diseñada para enseñar la novela One Flew Over the Cuckoo's Nest.

## Elementos de juego que pueden facilitar el aprendizaje
Algunos elementos de juegos que pueden usarse para motivar a los alumnos y facilitar el aprendizaje incluyen:
- Mecanismos de avance (puntos/insignias/tabla de clasificación, o Aprendizaje Basado en Problemas (ABP, o del inglés PBL)
- Narrativa
- Control del jugador
- La retroalimentación inmediata
- Oportunidades para la resolución de problemas de colaboración
- Aprendizaje de andamiaje con crecientes desafíos
- Oportunidades para la maestría, y subir de nivel
- Conexión social

Cuando un aula incorpora el uso de alguno de estos elementos, ese entorno puede ser considerado "ludificado". No hay distinción en cuanto a la cantidad de elementos que necesitan ser incluidos para constituir oficialmente la ludificación, sin embargo un principio rector es que la ludificación toma en cuenta el complejo sistema de razones por las que una persona decide actuar, y no solo un factor único. Los mecanismos de avance, que no necesitan el uso de tecnología avanzada, son a menudo considerados como un componente de un sistema ludificado. No obstante, utilizados de manera aislada, estos puntos y oportunidades de conseguir logros no son necesariamente motivadores eficaces para el aprendizaje. Al Involucrar videojuegos que puedan mantener a los jugadores jugando por horas y horas no se conserva el interés de los jugadores ofreciéndoles solamente la posibilidad de ganar puntos y superar niveles. Más bien, la historia que los jugadores llevan consigo, las posibilidades de los jugadores de conectarse y colaborar con los demás, la respuesta inmediata, los retos cada vez mayores, y las poderosas opciones dadas a los jugadores sobre la forma de proceder en todo el juego, son factores sumamente importantes en la actividad constante. Las iniciativas de negocio diseñadas para usar la ludificación con el fin de conservar y buscar clientes, pero que no incorporen un acercamiento creativo y balanceado al combinar elementos del juego, pueden estar destinadas al fracaso. Del mismo modo, en los contextos de aprendizaje, las necesidades únicas de cada grupo de alumnos, junto con los objetivos de aprendizaje específicos referentes a ese contexto deben conformar la combinación de elementos del juego para dar forma a un sistema de ludificación convincente que tenga el potencial de motivar a los estudiantes.
Un sistema de elementos de juego que opera en un salón es clases es explícito y practicado conscientemente por los estudiantes en el aula. No hay intenciones ocultas por las cuales el maestro intente forzar o engañar a los estudiantes a hacer algo. Los estudiantes aún hacen elecciones autónomas para participar en las actividades de aprendizaje. Los mecanismos de avance utilizados en el sistema ludificado pueden ser considerados como una forma de iluminar el camino para los alumnos a medida que progresan, y el resto de la mecánica del juego y los elementos de diseño del juego se configuran como un sistema de inmersión para apoyar y maximizar el aprendizaje de los estudiantes.

## Beneficios
Las iniciativas de ludificación en los contextos de aprendizaje reconocen que un gran número de niños en edad escolar juegan a videojuegos, lo cual determina su identidad como personas y estudiantes. Aunque el mundo de los juegos solía estar fuertemente inclinado hacia los hombres, estadísticas recientes de EE. UU. y Canadá muestran que el 55% de los jugadores son hombres mientras que el 45% son mujeres. Dentro de los juegos y otros medios digitales, los estudiantes experimentan oportunidades de autonomía, competencia y relaciones, y estas posibilidades son lo que han llegado a esperar de esta clase de entornos. Brindar estas mismas oportunidades en un ambiente de clase es una manera de reconocer la realidad de los estudiantes, y admitir que esta realidad afecta quiénes son como estudiantes. Incorporando elementos de los juegos en el escenario de clases es una forma de proveer a los estudiantes las oportunidades para actuar de manera autónoma, demostrar su capacidad y aprender en relación con otros. Los elementos del juego son un lenguaje familiar que los niños hablan, y un canal adicional a través del cual los maestros pueden comunicarse con sus estudiantes.
La diseñadora de juegos Jane McGonigal califica a los jugadores de videojuegos como optimistas insistentes que son parte de una estructura social, que participan en una productividad dichosa y en la búsqueda de un significado épico. Si los maestros pueden organizar con éxito sus salones de clase y actividades curriculares para incorporar los elementos de los juegos que pueden facilitar tal confianza, propósito y un sentido del deber integrado. La combinación dinámica de los motivadores intrínsecos y extrínsecos es una poderosa fuerza que, si los contextos educativos pueden adaptar a partir de los videojuegos, pueden aumentar la motivación del estudiandonte y su aprendizaje.
Algunos de los posibles beneficios de las iniciativas de ludificación exitosas en el salón de clases incluyen:
- Hacer que los estudiantes se apropien de su aprendizaje[26]
- Oportunidades de identidad laboral a través de competir con uno mismo[27]
- Libertad de fracasar e intentar otra vez sin repercusiones negativas[26]
- Oportunidades de incrementar la diversión y entretenimiento en el salón de clases[28]
- Oportunidades de enseñanza diferenciada[28]
- Hacer visible el aprendizaje[28]
- Proveer un grupo de tareas principales y secundarias razonables
- Inspirar a los estudiantes a descubrir motivadores intrínsecos de aprendizaje[29]

Haciendo referencia al cómo los juegos de video proporcionan desafíos cada vez más difíciles para los jugadores, la diseñadora de juegos, Amy Jo Kim, ha sugerido que cada escenario educativo podría ser configurado para operar de esta manera. Esta mecánica de juego que involucra un seguimiento del aprendizaje de los jugadores durante el mismo, y que responde aumentando el nivel de dificultad en las tareas en el momento justo, logra que los jugadores no se frustren innecesariamente con tareas demasiado difíciles ni se aburran con tareas demasiado fáciles. Este ritmo fomenta un interés y compromiso continúo lo que puede implicar que los estudiantes estén enfocados en tareas educativas y puedan entrar en un estado de flujo, o estar profundamente concentrados en aprender.

## Aplicación
Las tres claves en las que un salón de clases, curso o módulo puede ser ludificado son cambiando el lenguaje, adaptando el proceso de calificación y modificando la estructura del ambiente de enseñanza-aprendizaje.

### El lenguaje
En cuanto al lenguaje, en lugar de referirse a los requisitos académicos con términos típicos asociados, se pueden utilizar nombres similares al juego. Por ejemplo, hacer una presentación del curso podría referirse como "embarcarse en una búsqueda", escribir un examen podría ser "derrotar a los monstruos", y la creación de un prototipo podría ser clasificado como "completar una misión."

### Las calificaciones
En relación con éstas, el plan de calificación para un curso puede adaptarse para que haga uso de puntos de experiencia (XP) en lugar de letras. Cada estudiante puede comenzar en el nivel uno con cero puntos; conforme avancen en el curso, completando misiones y demostrando su aprendizaje, ganan XP. Se puede elaborar una gráfica para ilustrar cuántos XP se necesitan para ganar una calificación de letra. Por ejemplo, ganar 1500 XP puede traducirse a una C, mientras que 2000 le acreditarían una B, y 2500, una A. Algunos maestros utilizan XP, al igual que puntos de salud (HP) y puntos de conocimiento (KP) para motivar a los estudiantes en el aula, pero no asocian estos puntos con las notas que los estudiantes obtienen en su boleta de calificaciones. En cambio, estos puntos están asociados a ganar una recompensa virtual tal como insignias o trofeos.

Las calificaciones también pueden estar representadas mediante el uso de insignias. En el contexto del eLearning, en particular en entornos de aprendizaje abiertos, es común el uso de insignias digitales para certificar aprendizajes logrados. Esta práctica es también popular en el contexto de los videojuegos masivos.

### La estructura
La estructura de un curso o unidad puede ser adaptada en varias formas para incorporar elementos de la ludificación; estas adaptaciones pueden afectar el rol del estudiante, el del maestro y el del ambiente de aprendizaje. El rol de un estudiante en un ambiente ludificado puede ser adoptar un avatar y un nombre de juego con el cual navegan a través de sus tareas de aprendizaje. Los estudiantes pueden ser organizados en equipos o gremios, e invitarlos a embarcar en las búsquedas del aprendizaje con sus compañeros del gremio. Se les puede animar a ayudar a otros miembros del gremio, al igual que a aquellos en otros gremios, si han dominado una tarea de aprendizaje antes que otros. El papel del maestro puede ser hacerse responsable de darle seguimiento a los logros de los estudiantes con una plataforma basada en la web tal como Open Badges, el plug-in de WordPress Game On, o una hoja de cálculo en línea. El maestro puede también publicar una tabla de puntuación en línea en la cual ilustre a los estudiantes quién ha ganado más XP, o ha alcanzado el nivel más alto de juego. El maestro puede definir los parámetros del "juego" del salón, dándole un nombre a la meta final de aprendizaje, definiendo las tareas que conformarán la unidad o curso y especificando las recompensas por completar esas tareas. La otra regla importante del maestro es proporcionar a los estudiantes apoyo y orientación mientras navegan por el ambiente ludificado.
El papel de un ambiente de aprendizaje ludificado puede estructurarse para proporcionar una narrativa general que funciona como marco para todas las actividades de aprendizaje. Por ejemplo, la narrativa podría involucrar un inminente ataque zombi que puede ser ahuyentado o un misterio de asesinato que debe ser resuelto, en última instancia, a través de un proceso de aprendizaje. El aprendizaje es el centro de atención de cada sistema ludificado. En ocasiones la narrativa está relacionado con el contenido que se está aprendiendo, por ejemplo, en el caso del brote de una enfermedad que puede ser detenido mediante el aprendizaje de la biología. En algunas ocasiones, la narrativa no está relacionada, como en el caso de los estudiantes de música que aprenden a tocar piezas como los medios para subir en conjunto hasta la cima de una montaña, experimentando diversos desafíos y contratiempos en el camino. Otras formas en las que los elementos del juego son parte de la función del ambiente de aprendizaje incluyen temas de músicas tocados en los momentos oportunos, un circuito de retroalimentación continua que, si no es instantánea, sea lo más rápido posible.
Para más ejemplos de maestros y escuelas que han implementado estas estrategias de ludificación en varias formas, ve los siguientes sitios en línea:
- Lee Sheldon, profesor asociado y codirector del programa Artes de Simulación y Juego en el Instituto Politécnico Rensselaer comparte un ejemplo de un curso que enseñó como juego.[34]
- Quest to Learn es una escuela pública en la ciudad de Nueva York para los estudiantes de los grados 6 a 12, diseñado por Katie Salen, que utiliza la narrativa, la resolución de problemas, y la estructura de los sistemas de diseño de juegos para informar su pedagogía, cultura escolar y el currículo.[35][36]
- Lloyd Sommerer, maestro de escuela media, gamifica sus clases de programación.[37]
- Paul Darvasi creó "La Sala de Juego" para su clase de inglés de secundaria para estudiar la novela, One Flew Over the Cuckoo's Nest.[38]
- La Khan Academy comenzó como un sistema informal mostrando videos educativos que ha crecido hasta convertirse en una plataforma de aprendizaje ludificado y ha sido adaptada en algunos contextos formales de aprendizaje.

## Historia
Sin incorporar elementos extra del juego a los salones de clases, la educación ya incluye algunos elementos que son análogos a los juegos. Desde 1700, la escucha ha representado oportunidades para los estudiantes de obtener notas por entregar tareas, que son como puntos, y los estudiantes que logren ciertas notas pueden ganar certificados o becas. Desde principios de 1900, con la llegada de la teoría psicoanalítica, fueron desarrollados los programas de administración de recompensas y todavía se pueden ver en las escuelas. Por ejemplo, muchos maestros establecen programas de recompensa en sus salones de clase que permite a los estudiantes ganar tiempo libre, material escolar o tratos para terminar la tarea o seguir las reglas del aula.
Mientras que algunos han criticado el término «ludificación» o «gamificación» entonces, simplemente como un nuevo nombre para una práctica que se ha utilizado en la educación por muchos años, la ludificación no se refiere a un sistema unidimensional donde se ofrece una recompensa para que se realice determinado comportamiento. La ludificación del aprendizaje es un enfoque que recientemente se ha desarrollado en coordinación con avances tecnológicos, para incluir escalas mayores de juegos, nuevas herramientas y nuevas formas para conectar a la gente. El término gamificación, acuñado en el 2002, y que se volvió popular en el 2007 no es un sistema unidimensional de recompensa. Más bien, toma en consideración una variedad de complejos factores que hacen que una persona decida hacer algo; es un enfoque multifacético que toma en cuenta la psicología, el diseño, la estrategia y la tecnología. Una de las razones para la popularización del término «ludificación» es que los avances actuales en tecnología y, en particular, tecnología móvil han permitido la explosión de una variedad de iniciativas de gamificación en diversos contextos. Algunos de estos contextos incluyen los programas de lealtad de Starbucks y Shoppers Drug Mart, aplicaciones de registro basadas en localización tales como Foursquare, y aplicaciones web y móviles y herramientas que recompensan y difunden alimentación saludable, tomar y hábitos de ejercicio como lo son Fitocracy, BACtrack y Fitbit. Estos ejemplos involucran el uso de elementos del juego tal como puntos, insignias y tablas de posiciones para motivar cambios de conducta y registrar esos cambios en plataformas en línea. La ludificación del aprendizaje está relacionada con estas iniciativas populares, pero se enfoca específicamente en el uso de los elementos del juego para facilitar el compromiso del estudiante y la motivación para aprender. Es difícil señalar con exactitud cuándo la ludificación, en el estricto sentido de la palabra, vino a ser utilizado en el contexto educativo, aunque los ejemplos compartidos en línea por los maestros en las aulas comenzaron a aparecer en el 2010.[cita requerida]

## Teorías del aprendizaje
Respecto a las teorías del aprendizaje, la ludificación es coherente con los principios de las teorías conductista, cognitivista, constructivista y conectivista.

### Teoría conductista
La teoría conductista se basa en el estudio de la conducta humana y de cómo modificamos esa conducta a través de los estímulos que siempre generan una respuesta. Por ejemplo, en los videojuegos estos estímulos producen una retroalimentación constante, como el refuerzo positivo que favorece la fidelización del jugador.
Existe una ludificación enfocada al desarrollo de la conducta mediante la cual aprendemos la importancia de las normas (reglas del juego) y desarrollamos valores y actitudes.

### Teoría cognitivista
La teoría cognitivista estudia la cognición, es decir, los procesos mentales que se generan en la mente humana relacionados con el conocimiento, y se centra en los mecanismos que posibilitan la elaboración del mismo.
El aprendizaje con los juegos serios está garantizado, ya que el jugador se sitúa en el centro de la experiencia y se hace responsable de sus acciones mentales. El avance en el juego está condicionado por sus decisiones y acciones. Para poder avanzar es necesario que exista un aprendizaje y una mejora de sus habilidades cognitivas.

### Teoría constructivista
Según esta teoría, la construcción del conocimiento está basado en el desarrollo del aprendizaje a partir de unos conocimientos previos mediante tareas significativas. 
Lev Vygotski en 1978 ya hablaba de la teoría del juego, que se acercaba a la realidad de los videojuegos o juegos virtuales, refiriéndose a ellos como la posibilidad de realizar lo que en la realidad es imposible (refiriéndose al juego de rol): por lo tanto, el juego es tal que su explicación debe ser siempre la de que supone la realización ilusoria, imaginaria, de deseos irrealizables.

### Teoría conectivista
Enfoque creado por George Siemens. En la ludificación el enfoque conectivista permite al jugador crear redes de colaboración que generan un aprendizaje colaborativo. Hay dos perspectivas en los juegos virtuales con networking, la individual del jugador y la comunitaria, en la cual se necesita una retroalimentación. Las experiencias colaborativas pasan por el aprendizaje personal y viceversa.

## Eficacia
La investigación de Domínguez y colegas respecto a las experiencias de ludificar el aprendizaje indican que las creencias comunes sobre los beneficios obtenidos cuando se utilizan los juegos en la educación pueden ser cuestionadas. Los estudiantes que completaron la experiencia gamificado obtuvieron mejores puntuaciones en tareas prácticas y en la puntuación global, pero sus resultados también indican que esos estudiantes se desempeñaron de manera pobre en tareas escritas y participaban menos en actividades de la clase, aunque su motivación inicial era mayor. Los investigadores concluyeron que la gamificación en plataformas de aprendizaje virtual parece tener el potencial para aumentar la motivación del estudiante, pero que no es trivial para lograr ese efecto, ya que se requiere un gran esfuerzo en el diseño e implementación de la experiencia para que sea totalmente motivador para los participantes. Por un lado, el análisis cualitativo del estudio indica que la gamificación puede tener un gran impacto emocional y social en los estudiantes, puesto que los sistemas de recompensa y los mecanismos competitivos sociales parecen ser motivadores para ellos. Sin embargo el análisis cuantitativo indica que el impacto cognitivo de la gamificación en estudiantes no es tan significativo. Los estudiantes que siguieron los ejercicios tradicionales se desempeñaron de manera similar en la puntuación total que aquellos que siguieron los ejercicios gamificados. Las desventajas del aprendizaje gamificado fueron reportadas por 57 estudiantes que no quisieron participar en la experiencia gamificada. La razón más frecuente expuesta por los estudiantes fue 'disponibilidad de tiempo'. La segunda razón más importante fue problemas técnicos. Otras razones eran que había demasiados estudiantes y que tenían que visitar tantas páginas web y aplicaciones en la universidad que no querían usar una nueva.
Otra área donde serios juegos son usados para mejorar el aprendizaje es el cuidado de la salud. Petit dit Dariel, Raby, Ravaut and Rothan-Tondeur (2013) investigaron el desarrollo de serios juegos potenciales en la formación de la enfermería. Ellos sugieren que algunos estudiantes de enfermería tienen exposición a largo plazo en asistencia a domicilio y situaciones comunitarias. Se necesitan nuevas herramientas pedagógicas destinadas a preparar de manera adecuada y consistente a las enfermeras para las habilidades que necesitarán para cuidar a los pacientes fuera de los entornos de atención grave. Los avances en las tecnologías de la información y la comunicación ofrecen una oportunidad para explorar innovadoras soluciones pedagógicas que puedan ayudar a los estudiantes a desarrollar estas habilidades en un entorno seguro. Las simulaciones de laboratorio con manequíes de alta fidelidad, por ejemplo, se han vuelto un elemento integral en varios programas de cuidado de la salud. Un reciente estudio sistemático encontró evidencia que indica que el uso de los maniquíes en la simulación mejora significativamente tres resultados integrales del razonamiento clínico: adquisición del conocimiento, pensamiento crítico y la habilidad para identificar pacientes cuya condición se esté deteriorando.
En el estudio de Mouaheb, Fahli, Moussetad y Eljamli se investigó una versión americana del juego serio: Universidad Virtual. Los resultados mostraron que el aprendizaje utilizando este juego serios tiene valores educativos que están basados en conceptos de aprendizaje recomendados por teorías constructivistas psico-cognitivas. Garantiza motivación intrínseca, genera conflictos cognitivos y aprendizaje situado. El uso de la Universidad Virtual permitió a los investigadores identificar los siguientes puntos clave: desde su picardía combinada con las tecnologías del videojuego, la herramienta fue capaz de motivar a los principiantes intrínsecamente; el juego de simulación también recrea situaciones de aprendizaje muy cercanas a la realidad, especialmente considerando la complejidad, dinamismo y todas las interrelaciones e interacciones que existen dentro del sistema de la universidad. Esta es una ventaja educativa mayor al fomentar 1) una interacción intensa que genera conflictos reales cognitivos o socio-cognitivos, proporcionando una sólida construcción del conocimiento; 2) una autonomía en el proceso de aprendizaje siguiente una fuerte actividad metacognitiva; 3) una transferencia eventual de habilidades adquiridas.

## Crítica
La ludificación del aprendizaje ha sido criticado por su uso motivador extrínseco, el cual algunos profesores creen que se debe evitar ya que tienen el potencial de disminuir la motivación intrínseca para el aprendizaje. Esta idea está basada en la primera investigación que surgió a principios de 1970 y se ha hecho popular recientemente por Daniel Pink. Los maestros pueden no reconocer que las motivaciones extrínsicas están trabajando en una aula típica, o que ellos pueden minimizar la motivación extrínseca.
Algunos maestros pueden criticar la ludificación por tomar un enfoque menos serio hacia la educación. Esto puede ser el resultado de una distinción histórica entre el trabajo y el juego que mantiene la idead de que el salón de clases no puede ser un lugar para juegos o para divertirse. El juego también ha sufrido bajo las ideas falsas de que es fácil, irrelevante para el aprendizaje y aplicable solo para niños muy pequeños. Estas impresiones negativas del juego pueden traducirse en sospechas relacionadas con el valor de los elementos del juego que promueven la diversión y un sentido de gracias dentro del contexto de aprendizaje.
Los maestros que critican la ludificación del aprendizaje pueden sentir que no vale la pena tomarse el tiempo para implementar iniciativas de juego, ya sea porque ellos mismos están bajo tanta presión con el número de responsabilidades que ya tiene, o porque temen que no puedan cubrir el programa si dedican algo de tiempo a otra cosa que no sea su compromiso con ese programa. La ludificación del aprendizaje también ha sido criticada como ineficaz por ciertos principiantes y por ciertas situaciones. Cabe señalar que los defensores de la ludificación nunca han afirmado que la ludificación es una panacea, reconociendo que no es una estrategia apropiada para motivar a cada aprendiz en cada circunstancia. El teórico del juego de video Ian Bogost ha criticado la ludificación por su tendencia a tomar un enfoque simple y manipulador que no refleja la calidad real de los juegos motivacionales y complejos. Los escenarios educativos que pretenden ser de ludificación pero solo hacen uso de mecanismos de avance tales como puntos, insignias y tablas de puntuación son particularmente susceptibles de dicha crítica.